# The Green-Eyed Devil
The Green-Eyed Devil er en amerikansk stumfilm fra 1914 af James Kirkwood.

## Medvirkende
- Lillian Gish som Mary Miller.
- Spottiswoode Aitken.
- Earle Foxe.
- William Garwood.
- Elaine Ivans.